# Anarquia relacional

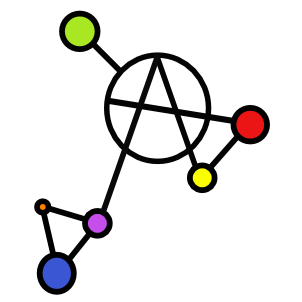
Um símbolo alternativo da anarquia de relação, baseada na visão que implica uma mudança necessária na organização social, na maneira em que todas as relações sociais são estruturadas e não apenas em seu aspecto afetivo e em que as cores têm a ver com diversidade, cada nó é colorido diferente, pois cada link tem seus significados, sua própria dinâmica interna e seus próprios códigos

Anarquia de relacionamento ou anarquia relacional (por vezes abreviado AR) é o modelo de relacionamento não regido por regras além do que as pessoas envolvidas concordem. Se um relacionamento anárquico envolve vários parceiros íntimos, pode ser considerado uma forma de não-monogamia, mas distingue-se ao afirmar que não há necessidade de uma distinção formal entre relacionamentos sexuais, românticos ou platônicos.
Anarquistas relacionais olham para cada relação (romântica, platônica ou outra) individualmente, ao contrário de classificá-los de acordo com as normas sociais, tais como 'apenas amigos' (também conhecido como friendzone), 'em um relacionamento sério', ou 'em um relacionamento aberto'.
O termo anarquia de relacionamento foi cunhado por Andie Nordgren, e é o tópico das teses de bacharel suecas de Jacob Strandell e Ida Midnattssol. Foi discutido em workshops no OpenCon 2010, e pelo professor sênior da Open University, Dr. Meg-John Barker, em uma apresentação em 2013.
O movimento de anarquia de relacionamento tem suas raízes no movimento de amor livre do século XX, que de alguma forma rejeitou a ideia de casamento monogâmico, encarando-o como uma forma de servidão social e financeira.
Há também, um movimento brasileiro, que é parecido ao ideal de relações anárquicas, em que pessoas se declaram serem de relações livres, requerendo a autonomia e a plena liberdade pessoal, independente da estabilidade circunstancial ou dos relacionamentos que a pessoa venha a ter, afetivos e/ou sexuais.